# Время в Канаде
Территория Канады располагается в шести часовых поясах: североамериканское тихоокеанское время (UTC−8), горное время (UTC−7), центральное время (UTC−6), североамериканское восточное время (UTC−5), атлантическое время (UTC−4) и UTC−3:30. Некоторые части страны переходят на летнее время и оказываются в часовых поясах UTC−3 и UTC−2:30.

## Часовой пояс UTC−8
- В течение всего года

-  Северо-Западные территории:

- Посёлок Тунгстен

## Часовой пояс UTC−7
- В течение всего года:

-  Британская Колумбия:

- Часть долины реки Пис-Ривер

- Зимой:

-  Альберта
-  Британская Колумбия (юго-восточная часть)
-  Нунавут (западная часть)
-  Саскачеван (только город Ллойдминстер и прилегающий район)
-  Северо-Западные территории (большая часть)

- Летом:

-  Британская Колумбия (большая часть)
-  Юкон

## Часовой пояс UTC−6
- Зимой:

-  Манитоба
-  Нунавут (центральная часть)
-  Онтарио (западная часть)

- Летом:

-  Альберта
-  Британская Колумбия (юго-восточная часть)
-  Северо-Западные территории (большая часть)
-  Нунавут (западная часть)
-  Саскачеван (только город Ллойдминстер и прилегающий район)

## Часовой пояс UTC−5
- В течение всего года:

- Остров Саутгемптон

- Зимой:

-  Нунавут:

- Территория восточнее 85° з. д. (Восточный Нунавут)

-  Квебек:

- Большая часть (западнее 63° з. д.)

-  Онтарио:

- Большая часть (восточная)

- Летом:

-  Нунавут:

- Центральная часть

-  Манитоба
-  Онтарио:

- Западная часть

## Часовой пояс UTC−4
- В течение всего года:

-  Квебек:

- Территория восточнее 63° з. д.

- Зимой:

-  Ньюфаундленд и Лабрадор:

- Большая часть региона Лабрадор

-  Нью-Брансуик
-  Остров Принца Эдуарда
-  Новая Шотландия

- Летом:

-  Нунавут:

- Территория восточнее 85° з. д. (Восточный Нунавут)

-  Квебек:

- Большая часть (западнее 63° з. д.)

-  Онтарио:

- Большая часть (восточная)

## Часовой пояс UTC−3:30
- Зимой:
  -  Ньюфаундленд и Лабрадор:
    - Остров Ньюфаундленд
    - Юго-восток Лабрадора

Данный часовой пояс обусловлен, прежде всего, местоположением острова Ньюфаундленд — три с половиной часа по солнечному времени от Гринвича. Кроме того, когда в Канаде в 1880-х годах формировались часовые пояса, Ньюфаундленд был отдельной от Канады территорией и мог устанавливать собственный часовой пояс. В 1963 году правительство Ньюфаундленда попыталось перевести провинцию на атлантическое время, но отступило перед лицом жёсткой общественной оппозиции.
В летний период применяется время UTC−2:30. В 1988 году правительство провинции экспериментировало с двойным летним временем (UTC−1:30). Однако в октябре дети вынуждены были ходить в школу в темноте — эксперимент был прекращён.